# Unia Wolności
Unia Wolności (UW) – polska partia polityczna o charakterze centrowym, powstała 23 kwietnia 1994 z połączenia dwóch działających od 1990 ugrupowań: Unii Demokratycznej (UD) i Kongresu Liberalno-Demokratycznego (KLD). W latach 1997–2000 Unia Wolności była koalicjantem Akcji Wyborczej Solidarność, z którą współtworzyła rząd Jerzego Buzka. Do 2001 była reprezentowana w Sejmie, przez cały okres istnienia w Senacie, a od 2004 w Parlamencie Europejskim. Należała do Europejskiej Partii Ludowej, a następnie do Partii Europejskich Liberałów, Demokratów i Reformatorów. 7 maja 2005 została przekształcona w Partię Demokratyczną – demokraci.pl.

## Historia

### Lata 1994–1997

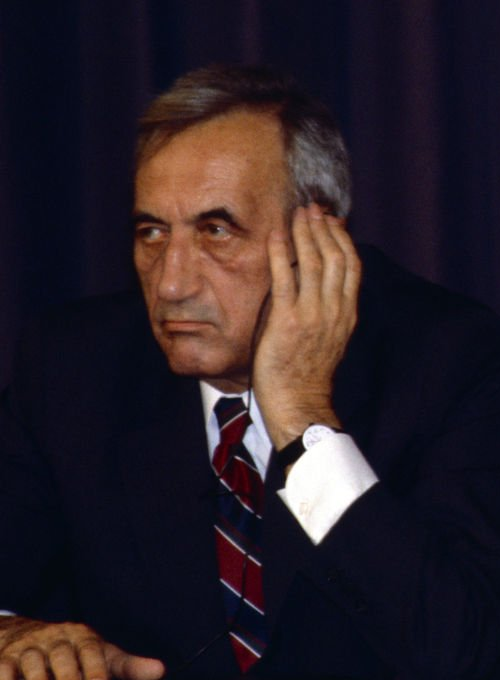
Tadeusz Mazowiecki. Przewodniczący Unii Wolności w latach 1994–1995

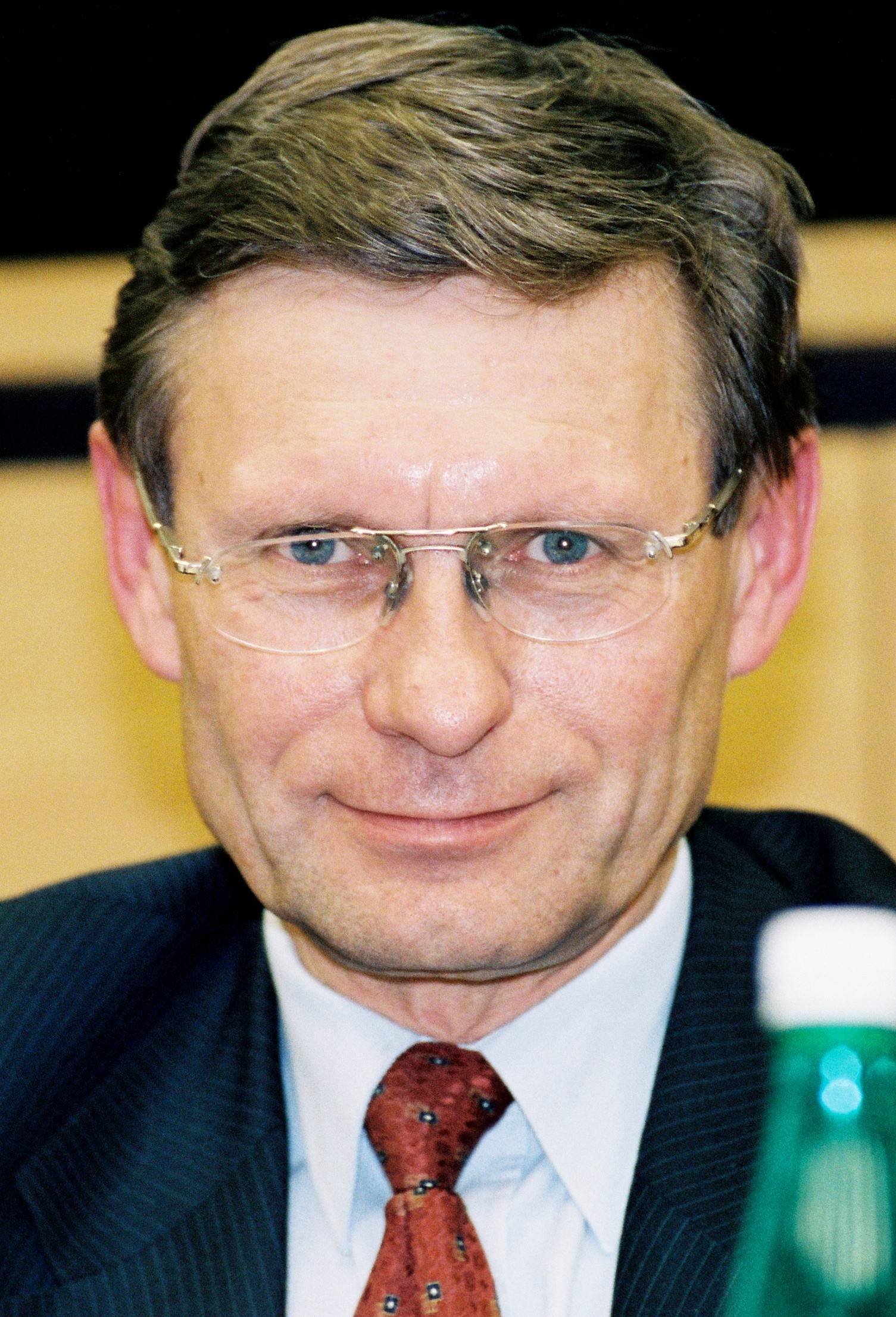
Leszek Balcerowicz. Przewodniczący Unii Wolności w latach 1995–2000

Po wyborach parlamentarnych w 1993 Unia Demokratyczna została największą partią opozycyjną w Sejmie, natomiast jej główny koalicjant w rządzie Hanny Suchockiej, Kongres Liberalno-Demokratyczny, nie przekroczył progu wyborczego. Po wyborach obie formacje rozpoczęły prowadzenie rozmów zjednoczeniowych, które skutkowały powołaniem 23 kwietnia 1994 nowego ugrupowania pod nazwą Unia Wolności. Nazwa ugrupowania została przyjęta z inicjatywy Leszka Balcerowicza i Aleksandra Smolara.
Pierwszym przewodniczącym UW został dotychczasowy lider UD Tadeusz Mazowiecki, jego zastępcą mianowano przewodniczącego KLD Donalda Tuska. Pierwszymi wyborami, w których UW wystartowała, były wybory samorządowe. W wielu miastach stała się główną siłą, co pozwoliło jej przedstawicielom objąć stanowiska prezydentów m.in. w Warszawie, Krakowie, Gdańsku, Łodzi, Szczecinie, Toruniu, Poznaniu, Zielonej Górze, Bielsku-Białej i Płocku.
W dniach 1–2 kwietnia 1995 odbył się kongres, na którym nowym przewodniczącym został Leszek Balcerowicz (pokonując w głosowaniu Tadeusza Mazowieckiego), a jego zastępcą Tadeusz Syryjczyk. Według niektórych badań opinii publicznej popierało ją ponad 20% wyborców. W wyborach prezydenckich w 1995 UW wystawiła kandydaturę Jacka Kuronia, który zdobył 9,22% głosów i zajął trzecie miejsce. W drugiej turze unia poparła Lecha Wałęsę. W 1996 Unia Wolności przystąpiła do chadeckiej Europejskiej Partii Ludowej. W dniach 7–8 lutego 1996 podpisała porozumienia programowe o współpracy z Partią Konserwatywną, Stronnictwem Ludowo-Chrześcijańskim, Stronnictwem Demokratycznym i Partią Republikanie. W styczniu 1997 odeszła grupa działaczy z prawicowego skrzydła partii (m.in. kilku posłów z Janem Marią Rokitą i Bronisławem Komorowskim na czele), która współtworzyła Stronnictwo Konserwatywno-Ludowe. Pod koniec II kadencji Sejmu klub UW liczył 65 posłów. W Senacie unię reprezentował wówczas siedmioosobowy Senatorski Klub Demokratyczny.

### Lata 1997–2001
Na początku 1997 niektóre sondaże dawały jej poparcie poniżej 5%. Jednocześnie według badań OBOP z tego samego czasu zarówno partia, jak i jej niektórzy politycy mieli wysoką rozpoznawalność. Kampanię wyborczą do parlamentu rozpoczęła konwencja krajowa z 22 czerwca. W wyborach parlamentarnych w 1997 Unia Wolności wystartowała samodzielnie, przyjmując na swoje listy przedstawicieli Stronnictwa Demokratycznego. UW zajęła trzecie miejsce, uzyskując 13,4% głosów i otrzymując 60 mandatów poselskich oraz 8 mandatów senatorskich (senatorowie utworzyli Klub Demokratyczny Senatu). W październiku tego samego roku utworzyła wraz z Akcją Wyborczą Solidarność koalicję rządową. W rządzie Jerzego Buzka objęła sześć resortów, reprezentowana była przez wicepremiera Leszka Balcerowicza (kierującego również Ministerstwem Finansów), a także Bronisława Geremka (MSZ), Janusza Onyszkiewicza (MON), Hannę Suchocką (sprawiedliwość), Joannę Wnuk-Nazarową (kultura i sztuka) oraz Eugeniusza Morawskiego (transport i gospodarka morska).
W wyborach samorządowych w 1998 UW uzyskała 11,6% głosów, wprowadzając po kilku przedstawicieli do większości sejmików. Utraciła także władzę w wielu miastach (na rzecz AWS lub SLD), jej reprezentanci zostali prezydentami m.in. Warszawy, Gliwic, Olsztyna, Poznania i Tychów. W tym samym roku UW zasiliła grupa postsolidarnościowych polityków skupionych wokół Zbigniewa Bujaka, którzy odeszli z Unii Pracy.

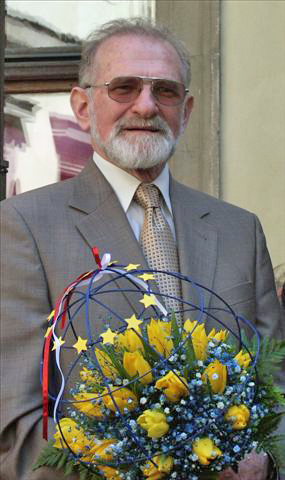
Bronisław Geremek. Przewodniczący Unii Wolności w latach 2000–2001

6 czerwca 2000, na skutek m.in. konfliktu w warszawskiej gminie Centrum, unia zerwała koalicję rządową z AWS, a jej ministrowie złożyli rezygnacje. Podczas wyborów prezydenckich w 2000 UW zdecydowała się nie wystawiać swojego kandydata i nie udzielać oficjalnego poparcia, nawołując wyborców do dokonania indywidualnego wyboru kandydata. Znaczna część jej działaczy i zwolenników poparła wówczas Andrzeja Olechowskiego. 16 grudnia 2000 nowym przewodniczącym partii został Bronisław Geremek, pokonując Donalda Tuska stosunkiem głosów 336 do 261. W styczniu 2001 z partii odeszła część członków, w tym 2 senatorów (m.in. wicemarszałek Donald Tusk, wokół którego skupiona była ta grupa) i około 10 posłów, wywodzących się głównie z dawnego KLD, którzy współtworzyli następnie Platformę Obywatelską. Pod koniec kadencji klub UW liczył 47 posłów.
W wyborach parlamentarnych w 2001 UW uzyskała 3,1% głosów (zajmując ósme miejsce) i nie weszła do Sejmu, przekraczając jednak próg uprawniający do otrzymywania dotacji z budżetu. Pięciu jej kandydatów (1/4 startujących) zostało natomiast senatorami w ramach Bloku Senat 2001.

### Lata 2001–2005

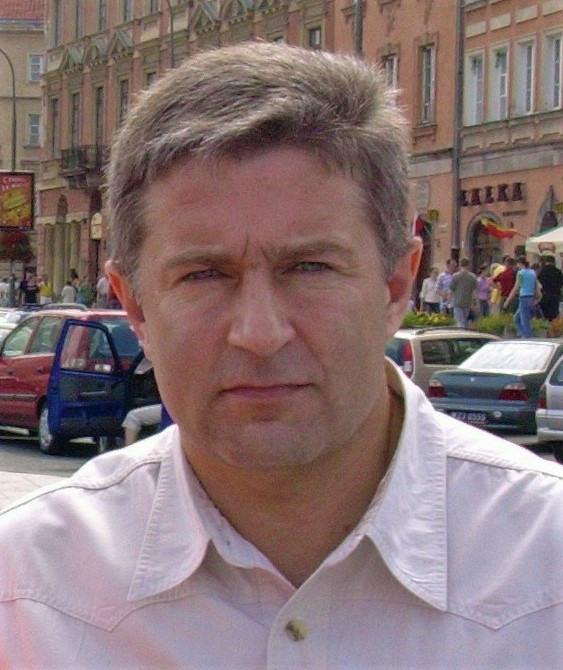
Władysław Frasyniuk. Przewodniczący Unii Wolności w latach 2001–2005

Wyborcza porażka spowodowała zmiany w kierownictwie partii, nowym przewodniczącym został były poseł Władysław Frasyniuk. Przed wyborami samorządowymi w 2002 UW początkowo podpisała porozumienie z Ruchem Społecznym i SKL-RNP, tworząc Front Demokratyczny Wspólnota 2002. Ostatecznie do sejmików wystartowała jako Unia Samorządowa, wprowadzając trzech radnych w województwach śląskim i dolnośląskim. Jej przedstawiciele dostali się też do sejmików warmińsko-mazurskiego (z listy SLD-UP) i małopolskiego (z listy WM). Wkrótce po tych wyborach z partii odszedł jej założyciel Tadeusz Mazowiecki. Unia Wolności opuściła Europejską Partię Ludową i w styczniu 2003 przystąpiła do Partii Europejskich Liberałów, Demokratów i Reformatorów. 17 września tego samego roku senatorowie związani z UW (z wyjątkiem wicemarszałka Kazimierza Kutza) opuścili klub Blok Senat 2001, tworząc koło senackie Unii Wolności.
W wyborach do Parlamentu Europejskiego w 2004 UW uzyskała dobry wynik na poziomie 7,33% głosów, co dało jej 4 mandaty w Europarlamencie. Najwyższy indywidualny sukces uzyskał Bronisław Geremek, otrzymując 114 319 głosów, uzyskując tym samym znaczną przewagę nad kolejnymi kandydatami w warszawskim okręgu wyborczym oraz drugi wynik w kraju. 20 lipca 2004 Janusz Onyszkiewicz został wybrany na wiceprzewodniczącego Parlamentu Europejskiego.
Na kongresie z 7 i 8 maja 2005 partia została przekształcona w Partię Demokratyczną – demokraci.pl, która pozostała zarejestrowana pod tym samym numerem w ewidencji partii politycznych. PD w założeniach miała stać się poszerzeniem UW m.in. o polityków wywodzących się z lewicy, wśród jej założycieli był też Tadeusz Mazowiecki. Część polityków (w tym Bogdan Borusewicz) nie przystąpiła do nowej formacji.

## Program polityczny
Członkowie Unii Wolności tradycyjnie reprezentowali różne formacje ideowe od zbliżonych do socjaldemokracji, poprzez chrześcijańskie i liberalne centrum, aż do konserwatywnej prawicy. Z tego względu najwyższe władze partii wielokrotnie dystansowały się od jej politycznego zaszeregowywania na polskiej scenie politycznej, choć formalnie UW była od 1996 członkiem międzynarodówki chadeckiej. W 2003 zmieniła jednak przynależność, klasyfikując się jako europejscy liberałowie.
W sferze gospodarki UW deklarowała poglądy liberalne. W kwestiach obyczajowych nie zajmowała wyraźnego stanowiska. W partii działali politycy różniący się podejściem np. do kwestii aborcji czy ratyfikacji konkordatu.
Partia sprzeciwiała się radykalnie przeprowadzanej lustracji, choć w 1997 wraz z PSL i UP doprowadziła do przyjęcia pierwszej obowiązującej ustawy lustracyjnej. Popierała także (wraz z AWS i PSL) powstanie Instytutu Pamięci Narodowej. Występowała przeciwko przeprowadzaniu dekomunizacji rozumianej jako zbiorowe wykluczanie ludzi dawnej PZPR z życia publicznego.
UW opowiadała się za kontynuacją demokratycznej przebudowy kraju zapoczątkowanej w 1989, decentralizacją państwa i ograniczeniem interwencjonizmu państwa w gospodarce. Popierała ideę podatku liniowego, reformę kodeksu pracy. Krytykowała plan Jerzego Hausnera jako zbyt mało radykalny. Domagała się reform w służbie zdrowia idących w kierunku częściowej jej prywatyzacji. Nacisk kładła na rozwój edukacji oraz integrację Polski z Unią Europejską.

## Poparcie
Unia Wolności postrzegana była jako partia inteligencka. Wśród osób ją popierających byli m.in. Wisława Szymborska, Andrzej Wajda, Zbigniew Zapasiewicz, Marek Kondrat, Piotr Machalica czy Renata Mauer. W 1997 partię według sondaży popierało 31% osób mających wykształcenie wyższe lub niepełne wyższe, gdy w skali całego kraju poziom poparcia dla partii wynosił około 14%. W najwyższym stopniu poparcie dla UW deklarowali według badań przedsiębiorcy (37%), kierownicy i specjaliści (21%), pracownicy umysłowi (19%) oraz studenci (12%). W ciągu 4 lat ogólnopolskie poparcie dla partii spadło do około 4%, przy czym odpływ nastąpił we wszystkich grupach wyborców. W 2001 elektorat w znacznej mierze odszedł do utworzonej wtedy Platformy Obywatelskiej.

## Statut
Statut partii składał się z siedmiu rozdziałów. Pierwszy był poświęcony sprawom ogólnym, drugi regulował sprawy członkostwa, trzeci strukturę organizacyjną, czwarty zagadnienia związane z majątkiem, piąty organizacje stowarzyszeniowe, szósty i siódmy przepisy przejściowe i końcowe. Statut dopuszczał tworzenie klubów, forów tematycznych, platform programowych.

### Przewodniczący UW
- od 23 kwietnia 1994 do 1 kwietnia 1995: Tadeusz Mazowiecki
- od 1 kwietnia 1995 do 18 grudnia 2000: Leszek Balcerowicz
- od 18 grudnia 2000 do 14 października 2001: Bronisław Geremek
- od 14 października 2001 do 7 maja 2005: Władysław Frasyniuk

### Organizacja młodzieżowa
Organizacją młodzieżową UW od powstania partii w 1994 do 2001 było Stowarzyszenie „Młodzi Demokraci”. Na początku 2001 SMD zerwało umowę partnerską z UW i podpisało takową z Platformą Obywatelską. Od 2001 organizacją młodzieżową UW było Młode Centrum, założone w wyniku rozłamu w SMD.

## Poparcie w wyborach
| Wybory | Poparcie | Zmiana punktów procentowych | Mandaty (Sejm) | Zmiana | Mandaty (Senat) | Zmiana |
| ------ | -------- | --------------------------- | -------------- | ------ | --------------- | ------ |
| 1997   | 13,37%   | –                           | 60             | –      | 8               | –      |
| 2001   | 3,10%    | –10,27                      | 0              | –60    | 5               | –3     |